# Вале-Кавалето д'Окре (Л'Аквила)
Вале-Кавалето д'Окре (итал. Valle-Cavalletto d'Ocre) је насеље у Италији у округу Л'Аквила, региону Абруцо.
Према процени из 2011. у насељу је живело 434 становника. Насеље се налази на надморској висини од 651 м.